# Kanton Marguerittes
Kanton Marguerittes (francouzsky Canton de Marguerittes) je francouzský kanton v departementu Gard v regionu Languedoc-Roussillon. Tvoří ho osm obcí.

## Obce kantonu
- Bezouce
- Cabrières
- Lédenon
- Manduel
- Marguerittes
- Poulx
- Redessan
- Saint-Gervasy